# 나가노현 중부 지진
나가노현 중부 지진(일본어: 長野県中部地震 ながのけんちゅうぶじしん[*])은 2011년 6월 30일 오전 8시 16분(JST) 일본 나가노현 마쓰모토시 인근에서 일어난 모멘트 규모 5.0의 지진이다. 진원 깊이는 4km로 매우 얉다.
2011년 3월 11일 도호쿠 지방 태평양 해역 지진 직후부터 마쓰모토시 지역에 지진 활동이 활발해졌으며, 이 지진도 동일본대지진의 유발지진인 것으로 추정된다. 진앙 부근에 있는 후쿠지 단층에서 일어난 것으로 추정했으나 심층 조사 결과 후쿠지 단층과 마쓰보토 분지 히가시베리 단층 경계 부근에서 일어난 것으로 밝혀졌다.

## 진도
일본 기상청 진도 계급 기준 진도4 이상의 흔들림을 느낀 곳은 다음과 같다.
| 진도 | 도도부현 | 시구정촌   |
| ---- | -------- | ---------- |
| 5강  | 나가노현 | 마쓰모토시 |
| 4    | 나가노현 | 야마가타촌 |

## 피해
이 지진으로 마쓰모토시에서 1명이 책장에 깔려 사망했고, 17명이 부상을 입었다. 또한 주택 24채가 반파되고 6,117채가 일부 손상을 입는 피해를 입었다. 또한 마쓰모토성 천수각에 금이 가는 피해를 입었다.

## 타 지진과의 연관성
6월 30일에 일어난 지진은 2011년 3월 11일에 일어난 도호쿠 지방 태평양 해역 지진(동일본대지진)의 유발지진이다. 동일본대지진 이후 일본 기상청의 관측 기록에선 동일본대지진이 일으킨 지각 변동의 영향으로 기상청 정밀지진관측실(현 나가노현 마쓰시 위치)에서 진도1 이상의 유감지진 횟수가 늘어났다는 결과를 발표했다. 한편 3월 12일 동일본대지진의 영향으로 일어난 유발지진인 나가노현 북부 지진은 6월 30일에 일어난 지진과는 연관성이 없다고 발표했다.

## 같이 보기
- 2011년 나가노현 북부 지진